# Kuesta Niagary

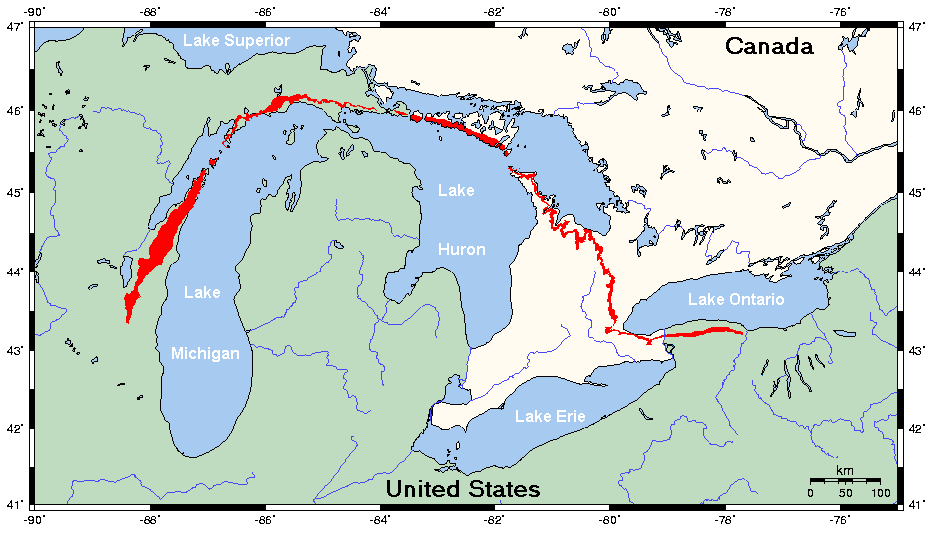
Lokalizacja kuesty

Kuesta Niagary – wypiętrzenie pochodzenia erozyjnego w Ameryce Północnej w Krainie Wielkich Jezior. Rozpoczyna się w stanie Nowy Jork i przecina Ontario, a następnie obszary stanów Michigan i Wisconsin.
Przez ten próg przelewają się wody rzeki Niagara tworząc wodospad.
Kuesta stanowi rezerwat biosfery UNESCO.